# 벨라루스-유럽 연합 국경 위기

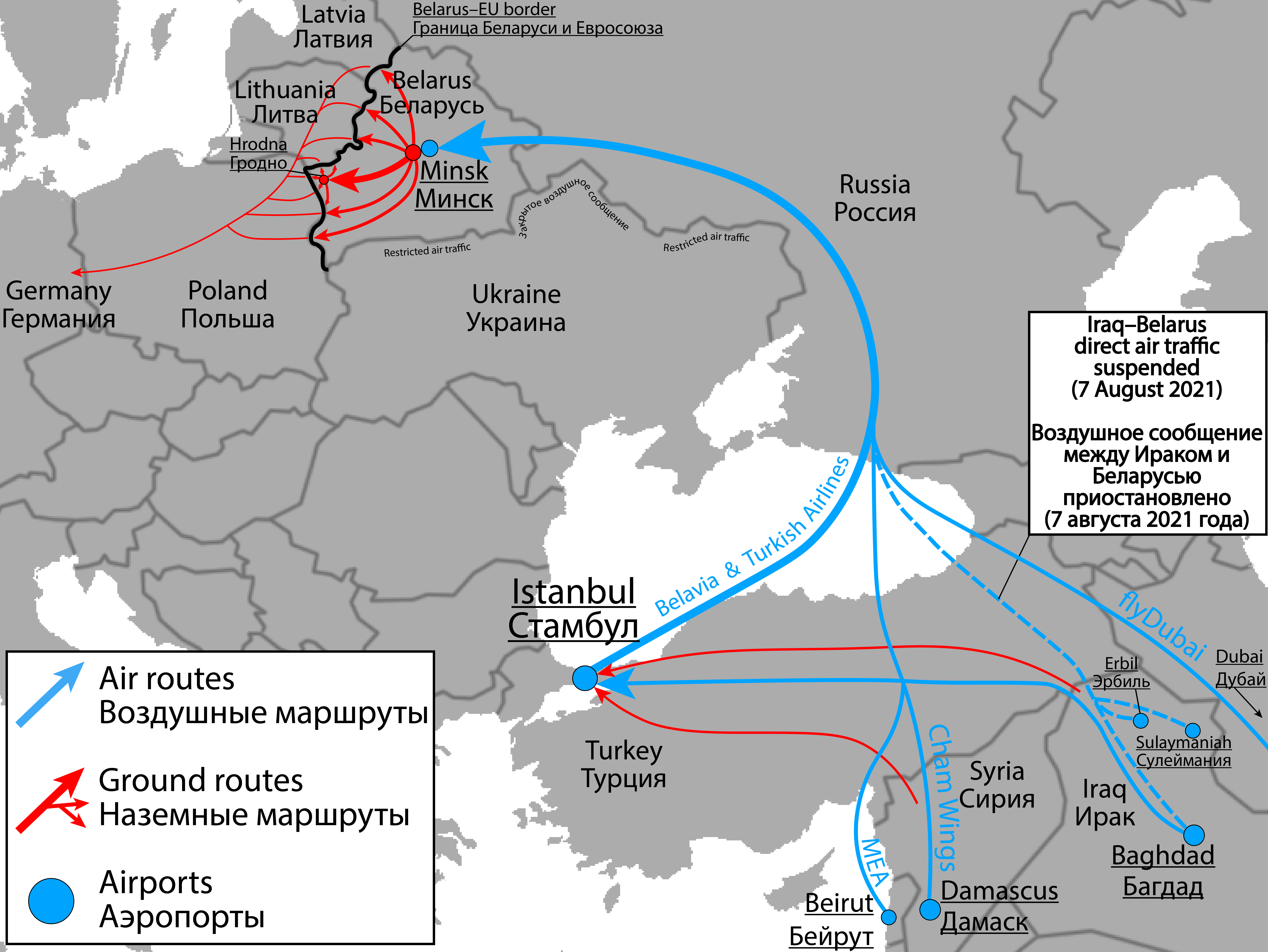
벨라루스-유럽 연합 국경으로 가는 불법 이주민들의 주요 경로를 보여주는 지도

벨라루스-유럽 연합 국경 위기(Belarus–European Union border crisis)는 주로 이라크와 아프리카에서 벨라루스를 거쳐 리투아니아, 라트비아, 폴란드 국경으로 수만명에 달하는 이주민이 유입되면서 일어난 이주민 위기이다. 이 위기는 2020년 벨라루스 대통령 선거, 2020-2021년 벨라루스 시위, 라이언에어 4978편 사건, 크리스치나 치마노우스카야 강제 송환 시도에 따른 벨라루스와 유럽 연합의 관계 악화로 촉발되었다.
이 위기는 2021년 여름에 시작되었다. 벨라루스 대통령 루카셴코는 인신매매범, 마약 밀수업자, 무장 이주민을 유럽으로 보내겠다고 위협했다. 훗날 벨라루스 당국과 국영 관광 기업은 중동에서 운항하는 일부 항공사와 함께 중동에서 오는 항공편을 늘리고 표면상 사냥을 목적으로 비자를 구매한 사람들에게 비자를 제공하면서 벨라루스 여행을 홍보하기 시작했다. 소셜 미디어 그룹은 독일에 가려고 하는 예비 이주민들에게 국경을 넘는 법과 관련한 사기성 조언을 추가로 제공했다. 벨라루스에 도착한 사람들은 유럽 연합 국경을 어떻게, 어디서 침입해야하는지, 반대편 국경경비대에게 무엇을 알려야하는지 지시 받았고 때때로 국경까지 경비원의 안내를 받았다. 그러나 이 과정을 넘지 못한 이들은 자주 국경에 머물게 되었다. 벨라루스 당국은 폴란드에서 보낸 인도 지원을 받아들이지 않았으며, 경우에 따라 국경을 넘지 못한 이주민들을 구타하기도 했다.
폴란드, 리투아니아, 라트비아는 이 위기를 이주민 인신매매가 유발한 하이브리드 전쟁으로 묘사하고, 이는 벨라루스가 유럽 연합에 맞서 벌인 조치이므로 브뤼셀이 이 위기에 개입할 것을 촉구했다. 벨라루스와 국경을 접하고 있는 유럽 연합 3개 회원국은 국경을 넘어 이주민을 보내는 하이브리드 전쟁을 규탄하는 공동 성명을 발표했다. 이 위기로 세 나라 정부는 국경 지역, 또는 리투아니아의 경우 전국에 비상사태를 선포했다. 리투아니아인들은 이주민들의 흐름을 막는 데 성공했지만, 다른 두 국가는 그렇게 하는 데 성공하지 못했다. 이 위기의 여파로 리투아니아와 폴란드는 벨라루스와 맞닿은 국경에 국경 장벽을 건설하기로 결정했다고 발표했다. 영향을 받는 유럽 연합 회원국의 인구는 일반적으로 특별한 조치를 지지하고 있지만, 인권 단체들은 리투아니아와 폴란드 국경경비대가 유럽인권재판소의 명령 대상이었던 이주민들을 위한 음식, 물, 거처 제공과 관련해 충분한 조치를 취하지 않으면서 이주민 망명 신청자 거부, 망명 신청 기회 거부라는 금지된 정책까지 펴자 우려를 표명했다.

## 배경
알렉산드르 루카셴코는 1994년부터 벨라루스를 통치하고 있다. 이전 선거에서 부정선거를 저질렀다는 혐의를 받고 있는 루카셴코 정권은 선거 감시 행위를 제한 당한 유럽 안보 협력 기구 참관인들의 맹비난을 받아왔다. 루카셴코는 자신이 6번째로 참여한 대선인 2020년 벨라루스 대통령 선거에서 승리했다고 주장했다. 그러나 이 승리는 미국, 유럽 연합, 영국, 캐나다, 서방 동맹국들의 공식 인정을 받지 못했다. 독립적인 디지털 출구 조사에 따르면 루카셴코는 선거에서 스뱌틀라나 치하노우스카야에게 패했을 수도 있으며, 특히 전국 수준 뿐만 아니라 상당수 소선거구에서도 문제가 된 공식 선거 결과는 큰 논란이 되었다. "폭력, 억압, 부정선거"에 책임이 있는 것으로 여겨지는 벨라루스 인사들에게 제재를 가한 유럽 연합과 마찬가지로 많은 국가에서 이 선거 결과 수용을 거부했다. 이 선거 결과는 벨라루스 전역에서 대규모 시위를 촉발시켰다.
선거가 끝난 후 벨라루스 보안군은 제1야당 후보인 스뱌틀라나 치하노우스카야를 리투아니아 국경으로 데려갔고 치하노우스카야의 자녀들이 위험에 처할 수도 있다는 협박을 하며 국경을 넘도록 압박했다. 8월 11일, 리투아니아 외무장관 리나스 링케비추스(Linas Linkevičius)는 치하노우스카야가 리투아니아에서 "안전"하다고 발표하면서 동시에 "선택지가 거의 없었음"을 인정했다.
2021년 5월 23일, 라이언에어 4978편은 벨라루스 영공에서 납치되어 민스크 국제공항에 강제 착륙했다. 그곳에서 승객 2명(반정부 운동가이자 언론인인 로만 프로타세비치와 그의 여자친구 소피아 사페가)이 당국에 체포되었다. 사건 이후 미국, 유럽연합, 영국, 캐나다는 6월 21일 공동 성명으로 벨라루스 정부의 구성원들과 지지자들, 벨라루스 국영 기업들을 향한 추가 제재를 발표했다. 이 제재에는 개별 여행 금지, 자산 동결, 기타 제재가 포함되었다. 유럽 연합은 또한 벨라루스 항공이 유럽 연합 영공으로 비행하는 것을 금지하고 벨라루스에 경제 제재를 가했다.
2021년 7월과 8월 도쿄에서 열린 2020년 하계 올림픽에서 벨라루스 단거리 선수 크리스치나 치마노우스카야는 국가대표팀 코치팀을 비난했고, 코치팀은 이 때 치마노우스카야를 벨라루스로 돌려 보내려고 했다. 이에 치마노우스카야는 공항에서 도움을 청했고, 폴란드의 망명 허가를 받았다.

## 인신매매의 주요 특징
이라크 (쿠르드인과 야지디인) 출신 소수민족과 소수종교인들은 불법 이주민의 가장 흔한 범주이다. CBC 조사에 따르면 이라크인들은 벨라루스와 리투아니아 간 긴장을 일부러 이용하여 유럽 연합에 잠입했다. 이라크 TV는 유럽 연합 불법 이주 청신호를 뜻하는 루카셴코의 성명을 반복해서 방송한 것으로 알려졌다. 벨라루스와 유럽 연합간 긴장 관계 관련 소식은 이라크에서 널리 논의되었다. 유럽 연합 이민 가능성과 관련된 뉴스를 향한 높은 관심은 시리아에서도 보고되었다. 또한 벨라루스 당국이 이주민들을 유인하고 유럽 연합에 대항하려고 가짜뉴스를 퍼뜨린 것으로 전해졌다.
이라크 여행사들이 벨라루스 관광 여행을 조직하고 있다는 것이 알려졌다. Reform.by의 조사에 따르면 2021년에 이라크 여행사는 벨라루스 여행 가격을 인하하여 벨라루스 여행을 더욱 저렴하게 할 수 있도록 했으며, 민스크행 비행기 수를 늘렸다. 벨라루스 여행사들도 이라크에서 벨라루스 여행을 홍보하는 데 적극적이었다. 이라크 항공은 일주일 동안 바그다드에서 민스크까지 4번 운항하였다. 8월 2일, 이라크의 바스라, 아르빌 술라이마니야에서 민스크로 향하는 3개의 새로운 노선이 개설되었다고 발표되었다. 결과적으로 벨라루스 여행은 안전하고 쉽게 유럽 연합에 진입하는 방법으로 여겨졌다. 국영 항공사 벨라비아 항공은 민스크에 불법 이주민 유입을 조직한 혐의를 받고 있다. 두 번째 주요 항공 노선은 터키항공이 운영하는 이스탄불-민스크 항공편이었다. 2021년 10월 28일, 시리아 참 윙스 항공은 여러 차례 전세기를 운항한 후 다마스쿠스에서 벨라루스 수도까지 매일 운항을 시작했다. 2021년 11월, 민스크 공항의 최고 관리자는 공항이 알제리, 에티오피아, 이란, 케냐, 모로코, 몰도바, 카타르, 베네수엘라, 베트남으로 새로운 항공편을 조직할 계획이라고 말했다.
리투아니아 국영 언론 LRT의 조사에 따르면 이라크 쿠르드인들은 벨라루스를 거쳐 유럽 연합에 입국하는 것이 합법이라는 말을 들었다고 주장했다. 벨라루스 호텔에서 며칠 후 이주민들은 리투아니아에서 차가 그들을 기다리고 있을 것이라고 믿고 국경으로 데려가 도보로 이동하라는 지시를 받았다. 그들은 여행 및 관광 비자에 최대 15,000유로와 3,000~4,000달러의 보증금을 지불한 것으로 전해졌다. 벨라루스 뉴스 서버 Reform.by의 조사에 따르면 중동 사람들은 EU에서 추방되는 것을 피하기 위해 여권을 파기해야 한다고 생각한다. 벨사트 TV 언론인들은 소셜 네트워크와 텔레그램 그룹에서 벨라루스와 리투아니아 국경을 넘는 사람들에게 도움과 조언을 제공하는 집단을 찾았다. 리투아니아 측에서 울타리를 넘는 사람들의 비디오가 그곳에 게시되었다. 이주민들은 자신들이 벨라루스 대학 학생들이라는 전설 이야기를 반복해서 활용했다. 콤스몰스카야 프라우다의 기자는 바그다드에서 민스크까지의 비행기에는 약 180명이 탑승했지만 반대 방향의 비행기에는 5명만 탑승했다고 언급했다.
위기 초기 몇 주 동안은 벨라루스 당국의 개입이 불분명했지만, 벨라루스 국경경비대가 이주민을 돕고 벨라루스로 돌아오는 것을 막는 동영상이 여러 개 게시된 후 벨라루스 당국의 개입 정황이 분명해졌다. 7월, 벨라루스 국경경비대의 소식통은 그들의 상사가 검문소로 거친 담배 밀수와 국경 엄폐를 부추기기 시작했다고 주장했다. 또 다른 국경경비대원은 불법 이주민들을 눈감아 달라는 구두 명령을 받았다고 reform.by에게 말했다. 벨라루스 국경경비대가 리투아니아 국경경비대원들과 의사 소통을 중단한 것으로 보고되었다. 리투아니아 국경경비대는 벨라루스 측 인신매매범의 도움을 증명하는 보이는 증거가 있다고 주장했다. 8월 3일, 리투아니아 당국은 벨라루스 공화국 국경 위원회에서 사용하는 특수 차량과 이주민 집단을 프론텍스 헬리콥터로 촬영한 영상을 공개했다. 리투아니아 국방장관 아르비다스 아누샤우스카스 (Arvydas Anušauskas)에 따르면 위장복을 입은 정체불명의 사람들이 벨라루스에서 국경으로 이동하기 전에 이주민들에게 지시를 내렸다고 한다. 그들은 이주민들에게 심문을 받을 때 무엇을 말해야 하고 무엇에 대해 침묵해야 하는지 조언했다. 다수의 이주민들은 벨라루스 보안군이 국경을 거친 잠입을 조정하여 그들을 도왔다고 전했다.
벨라루스 국영 첸트르쿠로르트 (Центркурорт) 여행사는 벨라루스 대통령 행정부에 속해 있으며 인신매매를 직접 책임지는 조직에 속한다. 8월 13일, 러시아 도시에르와 독일 슈피겔은 첸트르쿠로르트의 유출된 문서에 따르면 이 회사가 사람들의 민스크 호텔 이동을 조직하고 관광의 법적 정당화로 사냥 관광으로 수백명의 이라크 시민들 위한 비자를 만드는 데 도움을 준 여러 여행사들과 사업을 했다고 한다. 오스카투르 (Оскартур) 여행사는 이 특정 계획에 가담한 또 다른 주요 관련 당사자로 지목되었다. 여러 야간 비행 회사와 2개의 여행사(오스카투르, 비자크)가 민스크 공항 국제 구역에 수월하게 접근할 수 있으며, 도착 시 비자를 발급하는 도착 이주민을 위한 대리인 서비스를 제공하기 시작한 것으로 전해졌다. 이 회사들은 공항 직원과 당국의 후원을 받았지만 다른 여행사는 실제 관광객에게 유사한 서비스를 제공하는 것이 허용되지 않았다.
밀수업자는 유럽 연합 국경을 통과한 이주민들을 골라 서쪽으로 (보통 독일로) 이송한다. 2021년에는 포들라스키에주 국경경비대(폴란드)가 관할하는 곳에서만 250명에 달하는 인신매매범이 구금되었다. 그러나 국경을 넘지 못한 이주민들은 자주 벨라루스에서 집으로 돌아갈 수 없었으며 국경에 머물러야 했다. 한 무리의 야지디족 이주민들은 기자들에게 폴란드로 잠입하려다 실패한 후 이라크로 돌아가려다 벨라루스 국경경비대원들에게 구타를 당했다고 기자들에게 호소했다. 이 사람들에 따르면 경비원은 이들이 국경에 머물도록 강요했다고 한다.

## 리투아니아에서
리투아니아는 벨라루스와 680 킬로미터 (420 mi)에 달하는 국경을 맞대고 있다. 공인이 제공한 정보에 따르면, 2020년 기준으로 리투아니아에는 81명의 난민이 있다.
리투아니아와 유럽 연합 인사들은 부정선거, 시위 진압, 라이언에어 4978편 강제 착륙 등으로 부과된 EU의 가혹한 제재를 향한 대응으로 벨라루스 대통령이 불법 이주를 무기화했다고 주장한다. 2021년 6월, 루카셴코는 인신매매업자와 마약 밀수업자를 유럽으로 들이는 걸 허용하겠다고 위협했었다. 훗날 루카셴코는 리투아니아 인사들이 위협으로 인식한 무장 이주민의 출현 가능성을 이야기했다.
벨라루스-리투아니아 국경은 낮은 나무 울타리나 작은 도랑으로 이루어져 취약한 국경으로 묘사되었다. 리투아니아에는 많은 이주민들을 수용할 수 있는 기반 시설이 없었다.

### 불법 이주민 횡단
| 벨라루스-리투아니아 국경을 넘어간 불법 이주민들 | 벨라루스-리투아니아 국경을 넘어간 불법 이주민들 |
| 년도                                            | 숫자                                            |
| ----------------------------------------------- | ----------------------------------------------- |
| 2015년                                          | 280명                                           |
| 2017년                                          | 72명                                            |
| 2018년                                          | 104명                                           |
| 2019년                                          | 46명                                            |
| 2020년                                          | 81명                                            |
| 2021년(6월)                                     | 470명                                           |
| 2021년(7월 하순)                                | 약 2,600명                                      |
| 2021년(8월 7일까지)                             | 4,112명                                         |
| 2021년(11월 9일까지)                            | 4,220명                                         |

위기 이전 몇 년 동안 벨라루스를 통해 리투아니아로 건너간 불법 이주민의 숫자는 평균 약 70명이었다. 그러나 2021년 6월에 구금된 불법 이주민숫자는 약 470명으로 증가했으며, 다음 달에는 수천 명으로 증가했다. 리투아니아 인사들은 벨라루스 당국이 난민 무리를 조직하고 벨라루스-리투아니아 국경을 넘도록 도와 이라크와 시리아에서 리투아니아로 불법 이주하도록 부추기고 있다고 말했다. 유럽 연합 인사들은 불법 이주민들을 도운 벨라루스 여행사를 비난했다. 이주민 대부분은 이라크에서 왔지만 다른 중동 국가와 아프리카 국가 사람들도 있었다. 이 불법 이주민들의 최종 목적지는 대개 리투아니아가 아니라 독일이다.
벨라루스 당국은 유럽 연합의 결정에 대해 매우 비판적이었다. 6월 28일, 벨라루스는 유럽 연합과의 재입국 협정에서 일방적으로 탈퇴했다. OSCE의 벨라루스 대표는 문제를 정치화하고 벨라루스와 협력하지 않는 유럽 연합 인사들을 비난했다. 2021년 8월 루카셴코는 불법 이주민들 뿐만 아니라 "더러운 폭탄"으로 국경을 거쳐 방사성 물질을 보낼 가능성을 암시했다.
| 리투아니아의 불법 이주민들 국적, 2021년 (2021년 11월 9일 현재) | 리투아니아의 불법 이주민들 국적, 2021년 (2021년 11월 9일 현재) |
| 국적                                                           | 숫자                                                           |
| -------------------------------------------------------------- | -------------------------------------------------------------- |
| 이라크                                                         | 2,811명                                                        |
| 콩고 공화국                                                    | 204명                                                          |
| 시리아                                                         | 147명                                                          |
| 카메룬                                                         | 134명                                                          |
| 아프가니스탄                                                   | 101명                                                          |
| 러시아                                                         | 93명                                                           |
| 벨라루스                                                       | 91명                                                           |
| 이란                                                           | 87명                                                           |
| 기타 국적                                                      | 444명                                                          |
| 총                                                             | 4,220명                                                        |
| 출처: 통계부(리투아니아)                                       |                                                                |

### 사건
- 2021년 6월 23일, 이주민들이 파브라데의 한 수용소에서 폭동을 일으켰다. 시위 억제 목적으로 최루탄이 사용되었다.[48]
- 2021년 7월 23일, 리투아니아에서는 가족과 함께 불법으로 국경을 넘은 두 아이들이 벨라루스 인신매매범들이 이들을 진정시킬 목적으로 투여한 알려지지 않은 알약 때문에 병원에 입원했다.[49] 실험실 테스트에 따르면 알약에는 메타돈이 포함되어 있었다.[50]
- 7월 26일, 이주민들은 수용소를 떠날 것을 요구했고 16명의 이주민들이 구금되었다.[20]

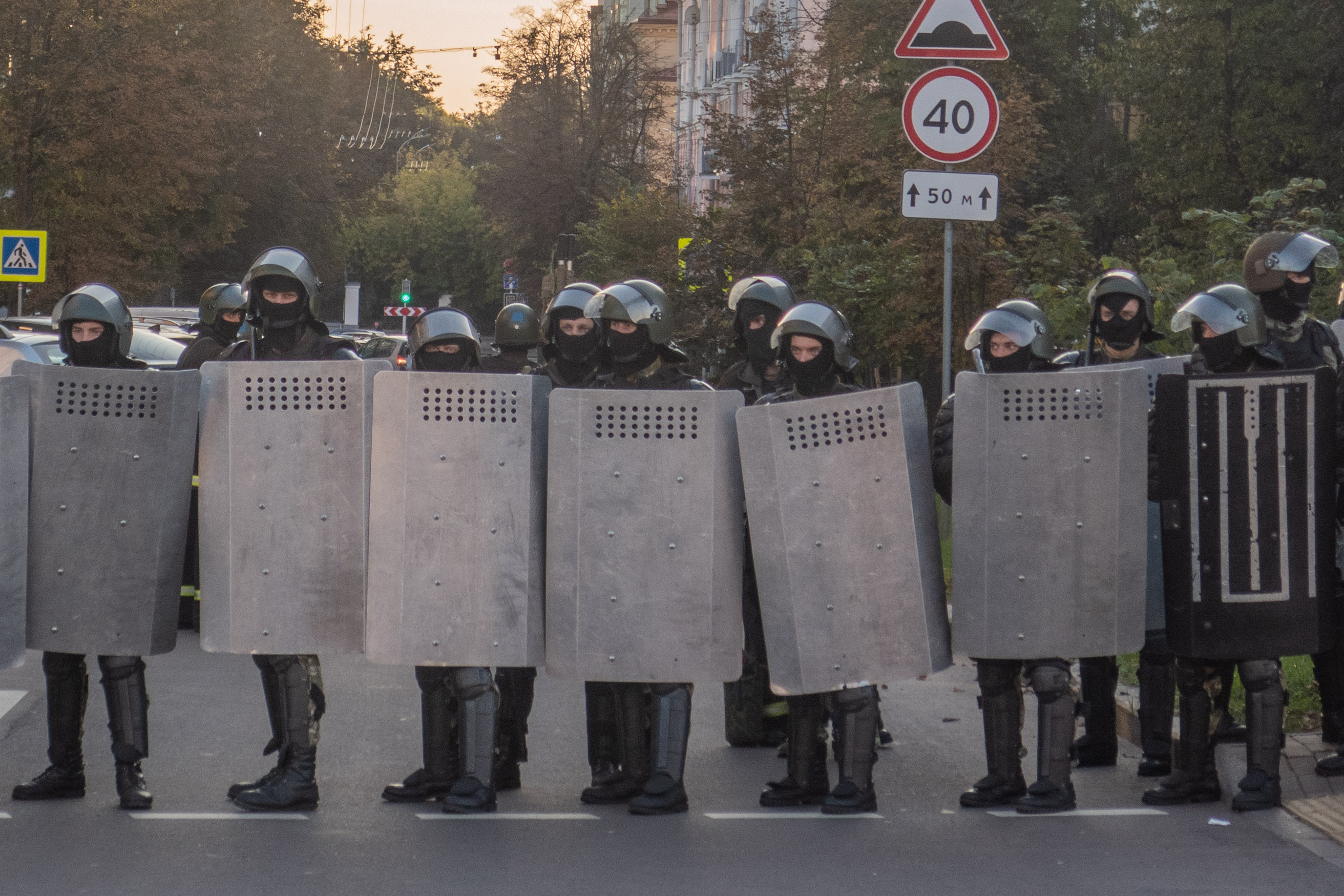
8월 5일에 공개된 비디오에 나온 벨라루스 군인 제복과 장비는 벨라루스 내부 부대의 것과 유사하다.(2020년 민스크에서 벌어진 시위에서 찍힌 사진)

- 8월 5일 벨라루스-리투아니아 국경 근처에서 제복, 진압용 방패, 헬멧을 착용한 벨라루스 인사들이 이주민들에게 유럽 연합 국경을 넘도록 밀고 촉구하는 모습이 카메라에 포착되었다.[51]
- 리투아니아 인사들은 8월 5일부터 8월 6일까지 밤에 벨라루스 인사들이 신호탄을 사용하는 것을 보았으며, 벨라루스 측에서 돌격 소총 실탄이 공중으로 발사되는 소리를 들었다고 보고했다.[52]
- 8월 7일, 이라크는 벨라루스에서 이라크인을 귀환시킬 빈 비행기를 제외하고 이라크-벨라루스간 모든 항공편을 중단한다고 발표했다.[53]
- 8월 18일, 리투아니아 국경경비국은 진압복을 입은 벨라루스 경찰관 12명이 이주민 무리를 밀치면서 리투아니아 영토로 불법으로 넘어오는 영상을 공개했다.[54][55][56]
- 10월 7일, 벨라루스 국경경비대는 리투아니아 국경 근처에서 스리랑카에서 온 죽은 이주민을 발견했다고 보고했다.[57]

### 리투아니아의 대응

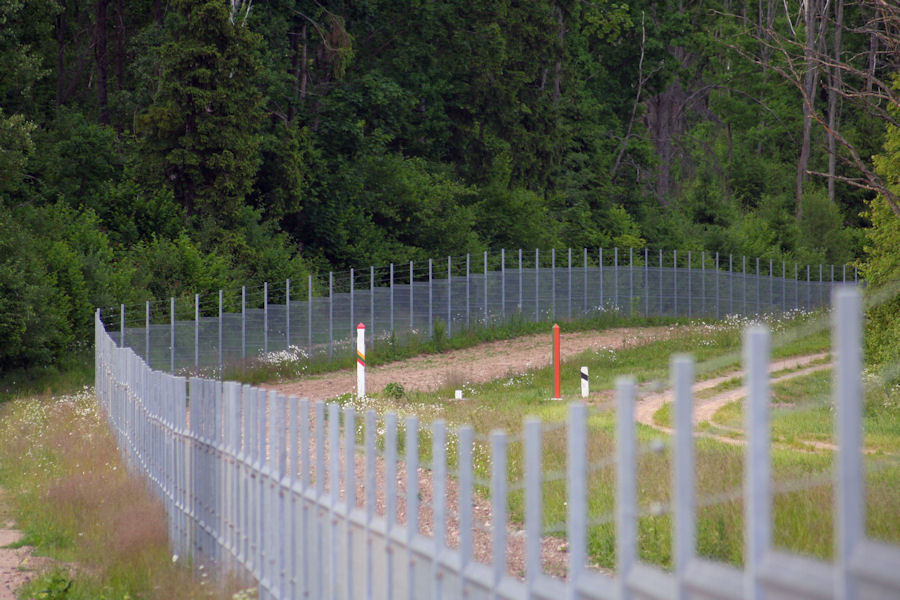
2008년 리투아니아-벨라루스 국경

벨라루스발 불법 이주의 여파로 리투아니아는 2021년 7월 7일에 국가비상사태를 선언했다. 리투아니아는 많은 불법 이주민들을 처리한 경험이 없었고, 불법 이주민들을 수용할 장소가 부족했다. 리투아니아 인사들이 "편하지 않다"고 묘사한 텐트 캠프는 이주민들을 수용하려고 지어졌다. 2021년 7월 23일, 리투아니아 당국은 최악의 시나리오에서 40,000명의 이주민들을 위해 슈벤치오넬리아이 (Švenčionėliai) 근처에 컨테이너 캠프를 건설할 계획을 발표했다. 또한 같은 달에 디에베니슈케스 (Dieveniškės)의 주민들은 해당 지역에 새로운 수용소 건설하자는 제안에 항의했다. 7월 26일 또는 27일에 현지인들은 이주민 캠프가 생길 루디닌카이(Rūdininkai) 근처 지역으로 가는 길을 막으려고 했다.
또한 7월, 리투아니아 의회 세이마스는 리투아니아에서 불법 이주민들을 더 쉽게 추방할 수 있는 법안 (7월 21일, 기타나스 나우세다 리투아니아 대통령이 서명)을 통과시켰다. 리투아니아 여론은 불법 이주에 반대하고 있으며, 외국인 혐오 정서가 확산된 것으로 알려졌다.
가브리엘류스 란츠베르기스 리투아니아 외무장관은 이라크 당국과 문제를 논의하려고 바그다드를 방문했다. 방문 시 란츠베르기스는 이라크 정부에 벨라루스행 항공편을 중단할 것을 요청했다. 7월 중순, 별도의 경우가 아니라면 불법으로 국경을 넘은 사람들은 사실상 아무도 망명을 허가받지 못하고 집으로 돌아갈 수 있을 때까지 천막 캠프에 억류될 것이라고 말했다. 2021년 8월 초까지 리투아니아는 230개의 망명 신청을 처리했지만 모두 거부되었다.
한편, 리투아니아는 지난 7월 초 불법 횡단을 막는 국경 장벽을 건설하는 계획을 발표했다. 2021년 8월 5일, 리투아니아 국가 국경경비대 최고위자는 높이 4m (13피트)에 여러 층으로 이루어진 윤형 철조망을 벨라루스-리투아니아 국경 전체에 두르는 제안된 장벽 프로젝트를 발표했다. 프로젝트 비용은 1억 5000만 유로로 추산되며, 리투아니아 의회는 이를 긴급으로 승인했다. 다른 국가와 기관은 이 계획 실현을 도우려는 차원에서 지원 병력을 보냈다. 2021년 7월 24일, 에스토니아는 100명을 보냈다.  리투아니아가 국경 장벽을 건설하는 데 도움이 되는 1km에 달하는 유자철선과 리투아니아 국경경비대를 위한 3대의 무인 항공기를 제공했다. 유럽 연합 회원국이 아닌 우크라이나도 리투아니아에 유자철선을 공급하겠다고 발표했다. 한편, EU 프론텍스는 7월 말까지 리투아니아를 지원하려는 목적으로 장교 100명, 순찰차 30대, 헬리콥터 2대를 배치했다. 폴란드는 또 다른 헬리콥터를 제공했다.
2021년 8월 7-8일까지 리투아니아가 국경 지역에 지원군을 파견하고, 확성기로 아랍어, 쿠르드어, 프랑스어, 러시아어, 영어로 경고 메시지를 방송하기 시작한 후 이 나라로 건너가는 불법 이주민 숫자는 거의 0으로 떨어졌다.

## 폴란드에서

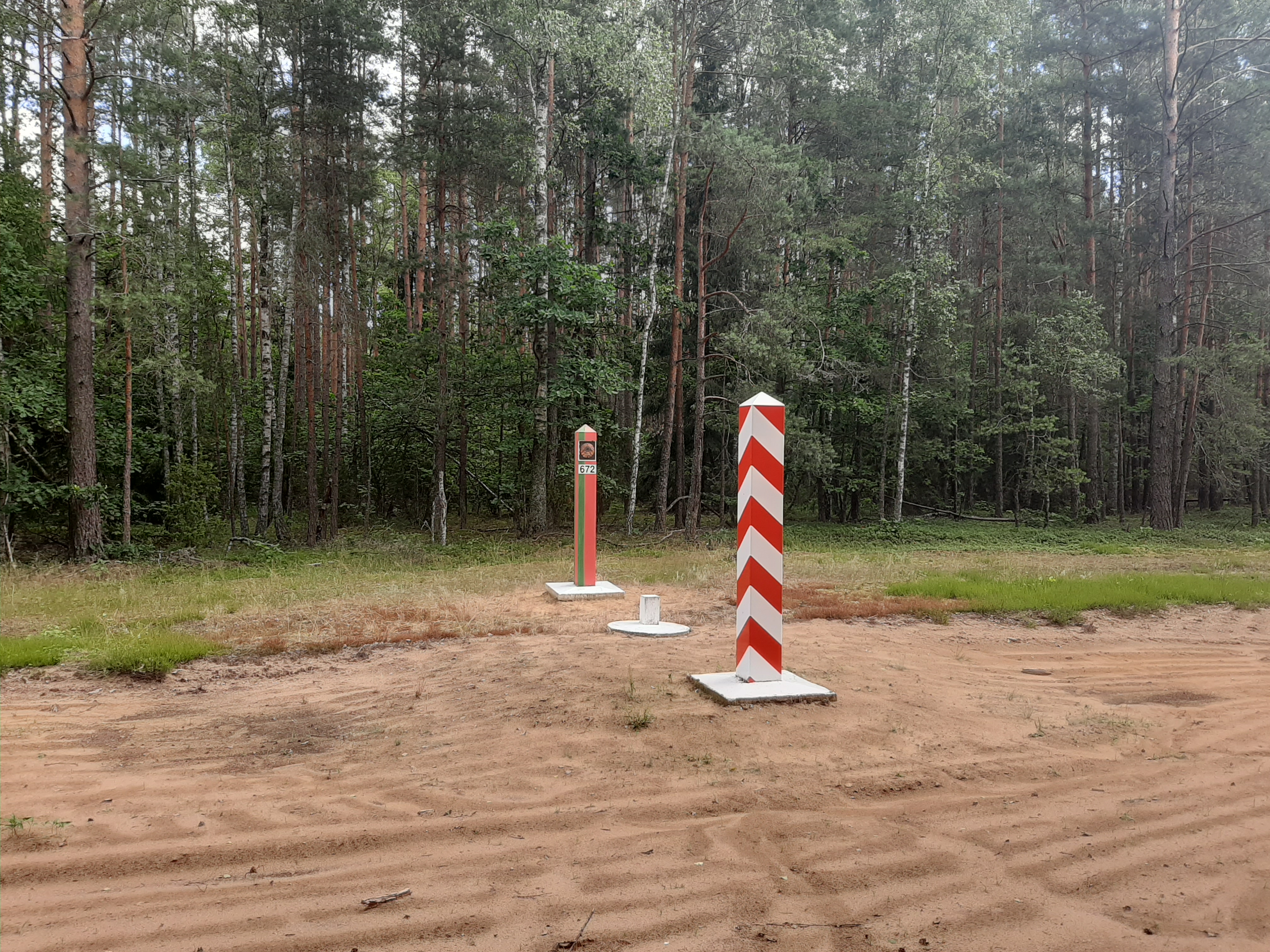
벨라루스-폴란드 국경

2021년 7월 12일, 폴란드 대통령 안제이 두다는 폴란드가 리투아니아에 지원을 제공할 것이라고 밝혔고, 그달 말에 지원이 이루어졌다. 폴란드는 올림픽 선수인 크리스치나 치마노우스카야와 치마노우스카야의 남편에게 인도주의 비자를 부여한 후, 2020년 통계에 비해 벨라루스-폴란드 국경을 넘는 이주민 수가 급격히 증가하자 벨라루스가 하이브리드 전쟁을 조직했다고 비난했다. 2021년 8월 6일, 폴란드는 이틀 동안 벨라루스발 불법 횡단이 133건 발생했다고 보고했는데, 이는 전년도의 총 건수보다 많은 수치이다. 해당 날짜까지 불법 횡단 건수는 총 552건이었다. 8월 9일, 폴란드는 주말 동안 추가로 349명의 이주민이 도착했다고 보고했다. 불법 횡단 시도 횟수는 가을에 크게 증가했다. 2021년 9월, 폴란드 당국은 벨라루스에서 유럽 연합으로 잠입하려고 대기하고 있는 이주민 숫자를 10,000명으로 추산했다. 9월 20일, 폴란드는 8월 이후로 폴란드-벨라루스 국경을 불법적으로 건너려는 시도가 거의 7,000건에 달했으며 9월에만 약 4,000건이 시도되었다고 밝혔다. 2021년 10월, 벨라루스-폴란드 국경을 건너려는 시도 횟수가 매일 500건 이상으로 증가하여 연간 약 15,000건의 횡단 시도가 발생했다. 2021년 11월, 폴란드 정부는 3,000~4,000명의 이주민이 국경 근처에서 기다리고 있는 것으로 추산했다.
2021년 8월 초, 32명의 아프간인과 41명의 이라크 쿠르드인이 2021년 카불 함락의 여파로 국경에 나타났으며 어느 한 국가로 입국이 거부되면서, 그 결과 양쪽에 군인들이 줄을 서서 야영한 불법 이주민들을 고립시켰다.이주민들의 출현은 카불 함락이 일어나기까지 몇 달 동안 벨라루스에서 폴란드와 이웃의 유럽 연합 회원국 라트비아와 리투아니아로 국경을 넘은 수천명의 중동 이주민 유입에 따른 것이다. 유럽 연합은 벨라루스 정부가 유럽 연합 제재를 향한 대응 차원에서 일부러 불법 이주를 계획했다고 주장한다. 벨라루스 정부는 이러한 비난을 부인했지만 폴란드는 이를 블록을 향한 "하이브리드 공격 "이라고 부르며 이주민들이 아직 벨라루스에 있기에 입국을 허용할 수 없다고 말했다. 난민들이 망명 지원을 요청한 후 유럽인권재판소 (ECHR)는 폴란드와 라트비아에 3주 동안 "음식, 물, 의복, 적절한 의료 서비스, 그리고 가능하다면 임시 거처"를 제공할 것을 요청했다.
2021년 8월 18일부터 폴란드군이 벨라루스와 맞닿은 국경의 안전을 확보하려는 차원에서 파견되었다. 국경을 넘으려는 시도가 증가하자 폴란드는 국경 인근 지역에 비상사태를 선포하여 이동의 자유와 집회의 자유를 제한하고 국경경비대와 무관한 인권 활동가와 의사들이 해당 지역에서 나올 것을 명령해 논란을 일으켰다. 기자가 해당 지역에서 보도하는 것역시 금지하였다. 리투아니아와 마찬가지로 폴란드도 벨라루스와 맞닿은 국경에 국경 장벽을 건설할 계획을 발표했다. 10월 25일, 폴란드 국방장관 마리우시 브와슈차크는 약 3억 5천만 유로의 비용을 들여 벨라루스와 폴란드의 400km 국경에 영구 국경 장벽을 건설한다고 발표했다. 또한 2021년 10월, 현재 7,500명에서 10,000명으로 증원될 예정인 접경지역 보안요원 병력을 강화하고 군용 헬리콥터로 국경을 순찰한다고 발표했다.
2021년 8월 한 여론 조사에 따르면 폴란드 국민의 45%가 벨라루스-폴란드 국경에서 정부가 이주민 교착 상태를 처리하고 있다고 긍정적으로 평가한 반면 29%는 비판적이었고 26%는 의견이 없었다.
폴란드 국경경비대가 공개한 동영상에 따르면, 불법적으로 EU 국경을 넘어 폴란드로 넘어가려는 이주민들이 여러 차례 폭력을 행사했다고 했다.
9월 9일, 폴란드 국경경비대는 벨라루스 군용 차량이 이주민을 수송하고 국경의 벨라루스 측에서 지시하는 비디오를 게시했다.
10월 8일, 폴란드 당국은 벨라루스 국경경비대가 이주민들이 국경을 넘도록 돕는 영상을 공개했다. 같은 날 폴란드군은 벨라루스 측에서 총격 사건이 발생했다고 전했다.
10월 25일 폴란드 언론은 우르나시 구르니 (Usnarz Górny) 마을 근처에서 폴란드군과 약 60-70명의 불법 이주민들이 충돌한 사건을 보도했다. 폴란드 군인 2명이 나뭇가지와 돌에 맞아 부상을 입었고, 신원을 알 수 없는 사람들이 국경에서 철조망을 끊으려 했다.
11월 1일과 2일 사이 밤에 신원 미상의 제복을 입은 일부 남성이 폴란드 영토로 수백 미터를 진입한 후 벨라루스로 다시 달아났고, 이에 따라 폴란드 외무부는 벨라루스 임시대리대사를 초치했다.

#### 2021년 11월 8일
11월 8일, 수백 명의 불법 이주민으로 구성된 대규모 군중이 벨라루스군(벨라루스 실로비키로 추정)의 호위를 받아 그로드노 지역 브루지 인근 벨라루스-폴란드 국경을 돌파하려고 했다. 폴란드 국경경비대는 이러한 돌파 시도가 있기 전 주말부터 만일의 사태에 대비했고, 브루즈기-쿠즈니차 (Bruzgi-Kuźnica)로 향해 국경을 넘으려는 대규모 이주민 종대와 관련한 첫 번째 보고서가 그 날 아침에 나왔다. Reform.by에 따르면, 이 무리 이주민 대부분은 소셜 미디어로 모인 이라크 쿠르드인이었다. 벨라루스 당국은 이주민들이 국경을 통해 중립지역으로 가는 것을 허용하지 않고, 인근 숲을 거쳐 중립지역으로 이송했다. 양측은 벨라루스군이 제공한 로퍼와 가위로 철조망을 자르고, 통나무로 파괴하는 영상을 공개했다. 폴란드 국경경비대에 돌을 던진 이주민, 최루가스를 사용하는 사람들, 약 21,000명의 군인, 국경경비대, 경찰이 이 지역에 집중되어 있었다. Guardian and Associated Press에 따르면, 교착 상태는 루카셴코가 폴란드와 유럽 연합을 향한 압박을 강화하려는 시도였다.

## 라트비아에서
라트비아의 불법 이주민 숫자도 이전 연간 수를 초과했다.
2021년 8월 13일, 라트비아군의 뉴스 포털 sargs.lv는 무장한 벨라루스 국경경비대가 이주민들을 라트비아로 추방하고 벨라루스로 돌아가지 못하게 하려는 3건의 사례를 보여주는 비디오를 게시했다. 벨라루스에서 라트비아로 이주민들을 밀어낸 벨라루스 국경경비대와 관련한 유사한 보고서가 나중에 나타났다.
라트비아 정부는 루자, 크라슬라바, 아우구슈다우가바, 다우가프필스의 국경 지방 자치체에서 8월 11일부터 11월 10일까지 비상 사태를 선언하였다. 정부는 이 접경 지역에서 난민 지위 신청서 제출을 금지했으며, 그곳에서 잡힌 모든 이주민들은 벨라루스로 돌아가야 했다. 라트비아 대통령 에길스 레비츠는 이주민들이 벨라루스에서 망명을 신청할 수 있다고 말했다.

## 기타 반응

### 유럽 연합
우르줄라 폰데어라이엔 유럽 연합 집행위원회 위원장과 주제프 보렐 유럽 연합 집행위원장을 비롯한 유럽 연합 고위 인사들은 이주민들을 무기로 사용하는 것을 규탄하고 벨라루스가 추가 제재 대상으로 삼겠다고 제안했다. 7월 29일, 일바 요한손 내무담당 집행위원은 유럽 연합이 이라크에 이라크와 벨라루스 간 이주민 운항을 중단하도록 압력을 가하고 있다고 발표했다. 이라크는 이전에 이 문제를 해결하려고 유럽 연합과 공동 위원회를 수립하기로 약속했다.
2021년 10월, 유럽연합 집행위원회 위원장 우르줄라 폰데어라이엔은 유럽 연합이 폴란드나 리투아니아의 국경 장벽이나 울타리에 자금을 지원하지 않을 것이라고 발표했다.

### 독일
독일은 자주 이주민들의 주요 목적지로 지명된다. 독일 당국은 폴란드와 벨라루스에서 독일로 도착하는 이주민 수가 크게 증가했다고 보고했다. [이주민들의 유입으로 당국은 브란덴부르크 주의 망명 접수 센터에 추가 텐트를 설치해야 했다. 이주민들의 유입으로 코로나19가 확산할 가능성에 우려가 표명되었다. 2021년 10월, 독일 외무장관 하이코 마스는 이주민을 벨라루스로 나르는 항공사가 "민스크 통치자들의 조력자가 되고 있다"고 말했다.

### 에스토니아
2021년 7월, 에스토니아는 벨라루스 당국이 조직한 인신매매를 비난하고 벨라루스-리투아니아 국경 보호를 강화하려는 목적으로 국경 순찰대와 천막을 보냈다. 2021년 8월 6일, 에스토니아는 유엔 안전 보장 이사회에서 이주민 위기 문제를 제기할 것이라고 발표했다.

### 이라크
유럽 연합은 불법 이주를 막으려고 이라크 정부와 협상을 벌였다. 2021년 8월 7일, 이라크 당국은 벨라루스로 가는 모든 직항편을 중단했다. 2021년 11월, 이라크 정부는 벨라루스를 거친 불법 이주 계획을 차단하려는 목적으로 바그다드와 에르빌에 있는 벨라루스 명예 영사관 두 곳을 폐쇄했다.

## 인권 문제
벨라루스가 유럽 연합과 재입국 협정에서 일방적으로 탈퇴한 이후 이주민의 법적 지위는 더욱 취약해졌으며, 리투아니아 난민캠프의 이주민 가운데 최대 40%가 취약계층에 속해 있다. 유럽 연합 지도자들은 리투아니아 정부의 노력을 지지했다.
2021년 8월 4일, 벨라루스 국경경비대는 리투아니아 국경 근처의 베냐코니에서 심각한 상태의 이라크 남성을 발견했다고 주장했다. 신원을 알 수 없는 남자는 "[리투아니아] 국경경비대의 팔에 사망했다"고 한다. 알렉산드르 루카셴코 벨라루스 대통령은 이 이라크 남성 죽음과 관련한 조사를 지시했다. 리투아니아 내무부는 이라크 이주민이 리투아니아 국경에서 쫓겨난 뒤 구타를 당해 숨진 채 발견되었다는 벨라루스 보도를 일축하며, 이를 벨라루스가 자행하는 하이브리드 전쟁과 허위 정보의 일환이라고 설명했다.
인권운동가들은 폴란드 당국이 좌초된 이주민들에게 적절한 의료, 음식, 피난처를 제공하지 않는다고 비난했으며, 이는 유럽인권재판소의 개입을 촉발했다. 벨라루스 당국은 8월과 10월에 적어도 두 번 벨라루스-폴란드 국경에 갇힌 불법 이주민들을 도우려는 폴란드의 인도 지원을 거부했다.
예멘에서 온 한 이주민은 벨라루스 국경경비대가 동료를 구타하고 다리를 부러뜨렸다고 기자들에게 호소했다. 이라크에서 온 야지디인 무리도 비슷한 불만을 제기했다. 이들은 또한 식량 부족하다고 전하며, 춥고 일부는 아프다고 말했다. 또 다른 이주민은 벨라루스 국경경비대가 강에 던져버린 것으로 보고되었다. 벨라루스 국경경비대는 또한 이주민들의 가방에서 돈, 전화, 문서 및 기타 물건을 강탈한 혐의를 받고 있다.
2021년 10월, 폴란드는 유럽 연합과 국제법상 불법인 국가 차원의 강제 송환 조치 푸시백을 합법화했다. 인권단체 국제앰네스티와 다른 인권단체들은 폴란드와 리투아니아가 망명 신청자들의 영토 접근을 제한해 이주민들의 권리를 침해했다고 말했다. 국제앰네스티 유럽기구 사무국의 이브 게디 국장은 "보호 필요와 관련한 개별 평가 없이 망명을 신청하려는 사람들을 강제로 돌려보내는 것은 유럽 및 국제법에 위배된다"고 말했다. 폴란드와 리투아니아는 유럽 인권 조약에 명시된 집단 추방 금지를 비롯한 국제법을 위반했다.

## 비교
일부 논평가들과 인권 운동가들은 이 사건을 그리스-터키 국경에서 일어나고 있는 이주민 위기와 터키가 국경을 열 경우 수백만명에 달하는 이주민이 예상된다고 반복 위협하는 에르도안 터키 대통령의 행태에 비유했다.

## 담배와 마약 밀수
벨라루스는 유럽 연합에서 일어나고 있는 대규모 담배 밀수입을 유발하는 국가로 여겨진다. 2017년, 귄터 외팅거 유럽 연합 예산집행집행위원은 유럽에 들어온 불법 담배 가운데 거의 10%가 벨라루스에서 생산된 것으로 추정했다. 벨라루스에서 생산된 담배 밀수는 벨라루스 대통령 알렉산드르 루카셴코와 가까운 알리악세이 알렉신과 같은 사업가가 진행하고 있다는 주장이 있다. 이 밀수품은 루카셴코 정권의 중요한 수입원으로 여겨진다. 벨라루스 국경경비대는 기자들에게 불법 이주 위기 초반 몇 주 동안 그들이 불법 이주 뿐만 아니라 담배 밀수를 조장하라는 명령 역시 받았다고 말했다. 2021년 5월, 폴란드 세관은 미화 1천만 달러로 추산되는 철도 컨테이너에서 가장 큰 담배 선적을 적발했다.
2021년 5월, 알렉산드르 루카셴카가 밝힌 유럽 연합을 향한 위협에서 이주민들이 마약과 함께 언급되었다. 전 대통령 행정부 소속 직원 아나톨리 코토프는 유럽 연합을 향한 이주 위기가 끝난 뒤, 벨라루스 당국이 "마약 문제"를 조직할 수 있다고 시사했다.

## 같이 보기
- 유럽 이주민 위기
- 벨라루스-리투아니아 관계
- 벨라루스-폴란드 관계
- 난민 무기
- 국경 장벽
- 이주 외교
- 군집 (군사)

## 참고 링크
- Erlanger, Steven (2021년 8월 26일). “Border Standoff Over Afghan Migrants Highlights E.U. Fears of New Influx”. 《The New York Times》. 2021년 8월 27일에 확인함.